# João Vaz Corte-Real
João Vaz Corte-Real (ca. 1420-1496) var en portugisisk opdagelsesrejsende, udnævnt til guvernør over øen Tereira på Azorerne. Han rejste til Arktis i 1500-tallet, hvor Portugal havde en storhedstid. Han var far til tre sønner: Miguel og Gaspar der begge også var opdagelsesrejsende. Den tredje søn hed Vasco Anes.
Ifølge poeten Gaspar Frutuoso var han på to opdagelsesrejser i det nordvestlige Atlanterhav med det formål at finde en rute, senere kaldet Nordvestpassagen til Asien.
Af brudstykker af kilder forstås, at Corte-Real var udsending for den portugisiske konge Alfonso 5. og deltog i én af de danske ekspeditioner under ledelse af sømændene Didrik Pinning og Hans Pothorst i 1472. En anden portugiser, der deltog i rejsen, hed Álvaro Martínez Omen.
Rejsen blev bestilt af kong Christian 1. af Danmark og Norge med det formål at genoptage den daværende brudte forbindelse til Grønland. Alle deltagere på ekspeditionen nåede Grønland. Der er en del spekulationer om, hvorvidt en del eller hele ekspeditionen tog videre til Nordamerika denne gang.

## Opdagelsen af Nordamerika
Efter andre teorier skulle Corte-Real først på den anden rejse, foretaget i selskab med hans sønner Miguel og Gaspar, have nået "Terra Nova do Bacalao Bacalhau". Ordret oversat betyder dette navn "Det nye torske-land". Hvilken ø, de præcis havde nået, er stadig uklart, men det kan have været Newfoundland.
Hvis dette holder stik, var Corte-Real tyve år tidligere end Christopher Columbus nået til kysten af Nordamerika. Om ikke andet er han den første vesterlænding efter nordboerne, der nåede til området i Nordamerika.
Som en belønning for opdagelsen af Terra Nova do Bacalao Bacalhau fik Corte-Real i 1474 titlen "Donatário Capitão- de Angra do Heroísmo" og var dermed lensherre og guvernør over Terceira på Azorerne og var således gjort til øens ejer. I 1483 fik Corte-Real en tilsvarende rang på øen São Jorge som på Terceira, idet han her fik titel af "capitania".